# جهش ایسلند شمالی
جهش ایسلند شمالی (انگلیسی: North Icelandic Jet) یک جریان اقیانوسی عمیق است که در امتداد فلات قاره ایسلند جریان دارد. این جریان سرریز آب را روانه تنگه دانمارک کرده و به عنوان انشعابی از جریان گرینلند شرقی محسوب می‌شود. جهش ایسلند شمالی جریانی سرد است که در شمال ایسلند ابتدا به سمت غرب و سپس بین گرینلند و ایسلند در ژرفای ۶۰۰ متری به سمت جنوب‌غربی گردش می‌کند. جهش ایسلند شمالی جریانی عمیق و کم‌عرض (عرض تقریبی ۱۲ مایل) است و می‌تواند در هر ثانیه بیش از یک میلیون متر مکعب آب را جابه‌جا کند. وجود این جریان تا سال ۲۰۰۴ ناشناخته بود.